# 瓜馬拉馬火山
瓜馬拉馬火山是一座位在印度尼西亞哈馬黑拉島以西的德那第島上的火山， 其火山錐呈圓錐型，海拔高度1,715米，最近一次爆發在2015年7月16日。